# سیاه‌منصور (پلدختر)
سیاه‌منصور (پلدختر)، یا زیر انبار روستایی از توابع بخش معمولان شهرستان پل‌دختر در استان لرستان ایران است.

## جمعیت
این روستا در دهستان معمولان قرار دارد و براساس سرشماری مرکز آمار ایران در سال ۱۳۸۵، جمعیت آن ۵۰ خانوار بوده‌است.